# 無線LAN倶楽部

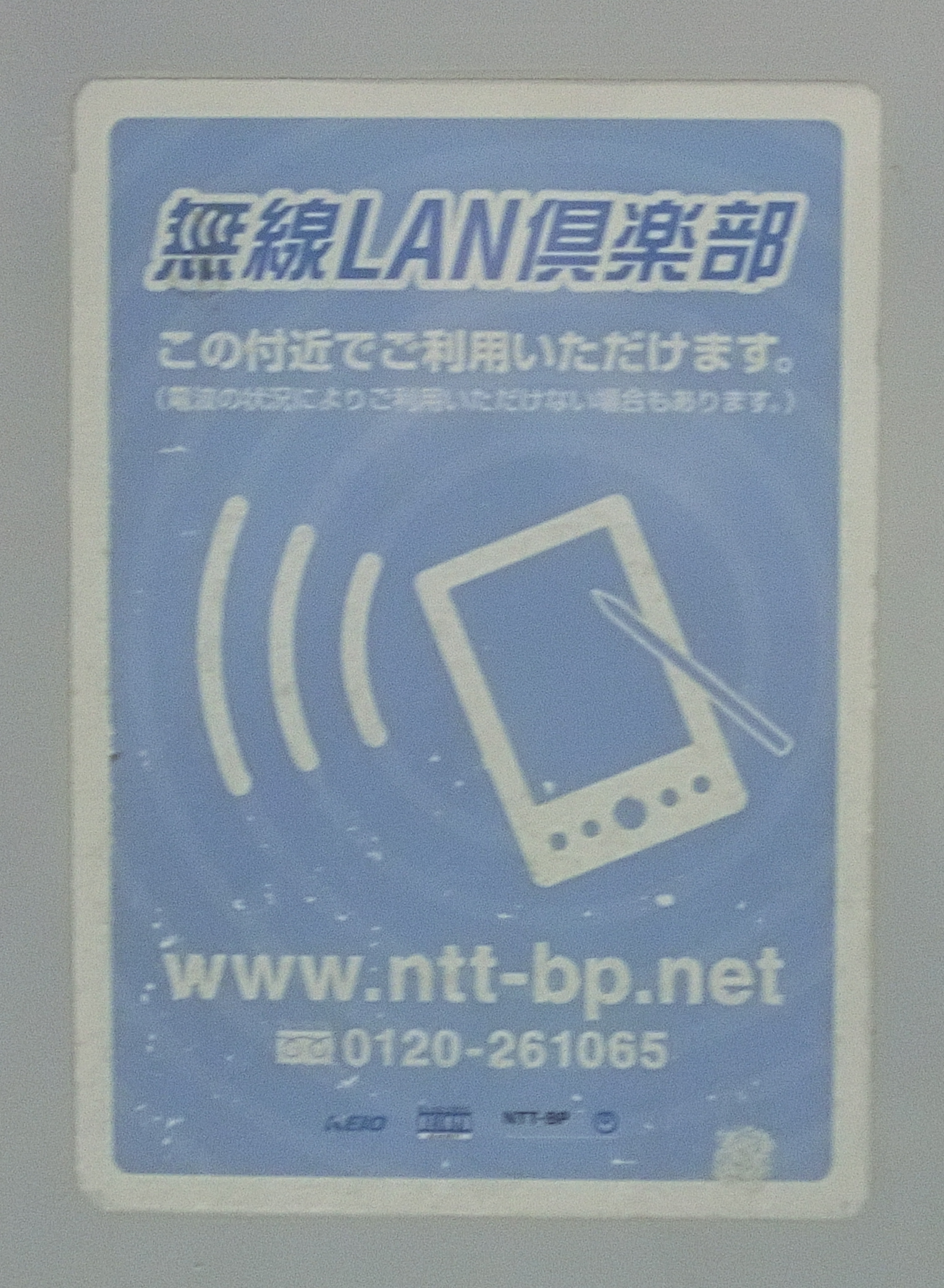
無線LAN倶楽部のエリアであることを示すステッカー

無線LAN倶楽部（むせんランくらぶ）は、エヌ・ティ・ティ・ブロードバンドプラットフォーム株式会社が提供していた公衆無線LANサービス。2005年12月20日にサービスを終了している。

## 概要
日本国内での商用公衆無線LANサービスが2002年に相次いで開始され、同様にMフレッツを開始したNTT東日本が公衆無線LANサービスの提供を専業とする完全子会社としてNTTブロードバンドプラットホーム（NTT-BP）を設立した際に、NTT-BP運営のサービスと発表されたのが「無線LAN倶楽部」である。
Mフレッツは現在でも一般的なインターネットへの接続がメインのサービスとして開始されたが、無線LAN倶楽部は当時ある程度普及していたPDAへの独自コンテンツの配信も行うという特徴があった。
アクセスポイントは首都圏の駅を中心に展開され、京王電鉄、京浜急行電鉄、相模鉄道、西武鉄道、東京急行電鉄、横浜市営地下鉄などの駅構内およびその周辺に設置されていた。
使用していた無線LANの通信規格はIEEE 802.11b（最大11Mbps）。サービスプランとして、定額利用の月額1500円（加入料1500円）のプランの他いくつか用意されていた。
2002年8月1日から11月30日まで限定モニター対象の試験サービスを実施。2002年12月21日から正式サービスを開始した。
その後、NTTグループ内で並立していた各公衆無線LANサービスでそれぞれ独自に設置されていたアクセスポイントの一部をNTT-BPが保有、各サービスで共有する形で展開を図ることになり、それに合わせてNTT-BP運営の無線LAN倶楽部は2005年12月20日にサービスを終了した。